# كرملين
الكرملين أو الكِرِملِن (بالروسية: Кремль) كلمة روسية معناها القلعة أو الحصن وتطلق هذة الكلمة اليوم على مركز موسكو القديم بمبانيه وهو محاط بجدار ضخم طوله ميلان ونصف وارتفاعه 65 قدما، ويضم الكرملين عدة قصور فاخرة كانت قديما ملكا للقيصر ورجاله قبل أن تتحول إلی متاحف. يقع الكرملين في موسكو على تل «بوروفيتسكي» وذلك على الطرف الأيسر لنهر موسكوفا حيث يصب فيه نهر نيغلينايا. ويبلغ ارتفاعا نحو 25 مترا.
وكان القيصر الروسي إيفان الثالث (عاش بين 1440-1505 وحكم بين 1462-1505) قد أمر في القرن الخامس عشر باستدعاء مهندسين معماريين من روسيا وإيطاليا لتجديد الكرملين. وتم على أساس الجمع بين تقاليد فن العمارة الروسي والهندسة المعمارية الإيطالية في عصر النهضة بناء ميدان الكاتدرائيات. وبدأت تظهر بعد ذلك في الكرملين مبان وكنائس وقصور جديدة. وحولت السلطات بعد ثورة أكتوبر 1917 الكرملين إلى مقر لأجهزة الحكم العليا
يقع كرملين موسكو على تل «بوروفيتسكي»، وذلك على الضفة اليسرى لنهر موسكوفا، حيث يصب فيه نهر نيغلينايا. ويبلغ ارتفاع التل نحو 25 مترا. وكانت الأرض التي يقع عليها الكرملين حاليا في الماضي البعيد عبارة عن غابات صنوبر كثيفة. وتشتق تسمية «بوروفيتسكي» عن كلمة «بور» الروسية التي تعني غابة الصنوبر.
يقول علماء الآثار إن أول إنسان حطت قدمه في تل «بوروفيتسكي» في أواخر الألفية الثانية قبل الميلاد. وأنشئت هنا أول مستوطنة سلافية وضعت أساسا لمدينة موسكو في النصف الأول من القرن الثاني عشر الميلادي.
أسس الأمير يوري دولغوروكي عام 1156 حصن موسكو. وتحول كرملين موسكو في عهد الأمير إيفان كاليتا من قلعة عادية إلى مقر للأمراء المعظمين والمطران. وبات أهل موسكو يبنون في أرضه منشآت لا من الخشب فحسب، بل ومن الحجارة البيضاء. وأنشئت في أعلى موقع لتل بوروفيتسكي عامي 1326-1327 كاتدرائية «اوسبينسكي» باعتبارها كنيسة رئيسة للإمارة وغيرها من الكاتدرائيات والكنائس، بما فيها كاتدرائية «ارخانجلسكي» (رئيس الملائكة ميكائيل) التي دفن فيها الأمير إيفان كاليتا وأحفاده. وحددت هذه الكاتدرائيات المبنية من الحجارة البيضاء وسط الكرملين، ولم تتغير سماتها الأساسية لحد الآن.
ونمت موسكو في عهد إيفان كاليتا بوتائر عالية. ويبدو مقره الواقع على تل بوروفيتسكي لا كأنه مدينة منعزلة بل كقسم محصن رئيسي للمدينة. وتذكر تسميته الحالية «الكرملين» لأول مرة في مدونات التاريخ عام 1331.